# SS.11
Die SS.11 wurde 1953 von der französischen Firma Nord Aviation als drahtgelenkte MCLOS-Panzerabwehrlenkwaffe entwickelt und eingeführt. Bei den Streitkräften der Vereinigten Staaten kam sie als AGM-22 zum Einsatz.

## Geschichte & Beschreibung
Die SS.11 wurde 1956 bei den französischen Streitkräften eingeführt. Nach dem Start musste der Flugkörper vom Schützen manuell über einen Joystick ins Ziel geleitet werden. Zur Kontrolle der Flugbahn waren am Bodenstück der Rakete zwei Leuchtsätze angebracht.
Der Flugkörper konnte mit verschiedenen Gefechtsköpfen bestückt werden. Der Typ 140AC war eine Hohlladung mit einer Durchschlagsleistung von 600 mm Panzerstahl. Der Gefechtskopf Typ 140AP02 kam der der Bekämpfung von Bunkern und Feldbefestigungen zum Einsatz. Der Gefechtskopf Typ 140AP59 war ein Splittergefechtskopf für den Einsatz gegen Infanterieziele. Der Gefechtskopf Typ 140CCN wurde gegen Schiffe eingesetzt.
Ab 1966 wurde die AGM-22 im Vietnamkrieg in größerem Umfang von Hubschraubern Bell UH-1 aus eingesetzt. 1976 wurde das System in den US-Streitkräften durch das System TOW ersetzt.
In der Bundeswehr wurde auf Basis des Schützenpanzers HS 30 der Raketenjagdpanzer 1 sowie später auf Basis des Kanonenjagdpanzers der Raketenjagdpanzer 2 mit SS.11-Lenkflugkörpern ausgestattet. Die Ablösung erfolgte hier ebenfalls durch die ähnlichen Systeme TOW und HOT.
Bis zum Produktionsende Anfang der 1980er-Jahre wurden rund 180.000 SS.11 hergestellt.

## Varianten
- SS.11: Standard-Ausführung für den Einsatz ab Fahrzeugen.
- AS.11: Ausführung für den Einsatz ab Hubschraubern.
- SS.11M: Ausführung für den Einsatz ab Patrouillenbooten.
- SS.11B: Verbesserte Ausführung ab 1962 mit Halbleitertechnik.
- Harpoon: Verbesserte Ausführung ab 1967 mit SACLOS-Lenkung.

## Verwendete Trägerplattformen
Hubschrauber
- Aérospatiale SA-318
- Bell UH-1
- Westland Scout

Fahrzeuge
- AMX-13
- Panhard AML
- gepanzerter Transporter Hotchkiss – experimentell
- Raketenjagdpanzer 1
- Raketenjagdpanzer 2

## Einsatzländer
- Argentinien – 100
- Belgien – 100
- Brasilien – 576
- Dänemark – unbekannte Anzahl
- Deutschland – 17.500 (Lizenzproduktion)
- Finnland – 200
- Frankreich – unbekannte Anzahl
- Griechenland – unbekannte Anzahl
- Kanada – 100
- Indien – 7.836 (Lizenzproduktion)
- Iran – 1.000
- Irak – 1.365
- Israel – 500
- Italien – 800
- Japan – 300
- Kuwait – 1.200
- Libanon – 125
- Libyen – 100
- Malaysia – 100
- Niederlande – 250
- Norwegen – 600
- Peru – 400
- Portugal – 400
- Saudi-Arabien – 2.000
- Schweden – 250
- Senegal – unbekannte Anzahl
- Spanien – unbekannte Anzahl
- Südafrika – unbekannte Anzahl
- Südkorea – 100
- Syrien – 486
- Türkei – 38
- Venezuela – 300
- Vereinigte Arabische Emirate – 2.000
- Vereinigtes Königreich – 1.000
- Vereinigte Staaten – 50.000 (Lizenzproduktion)

Quelle: